# 特皮克

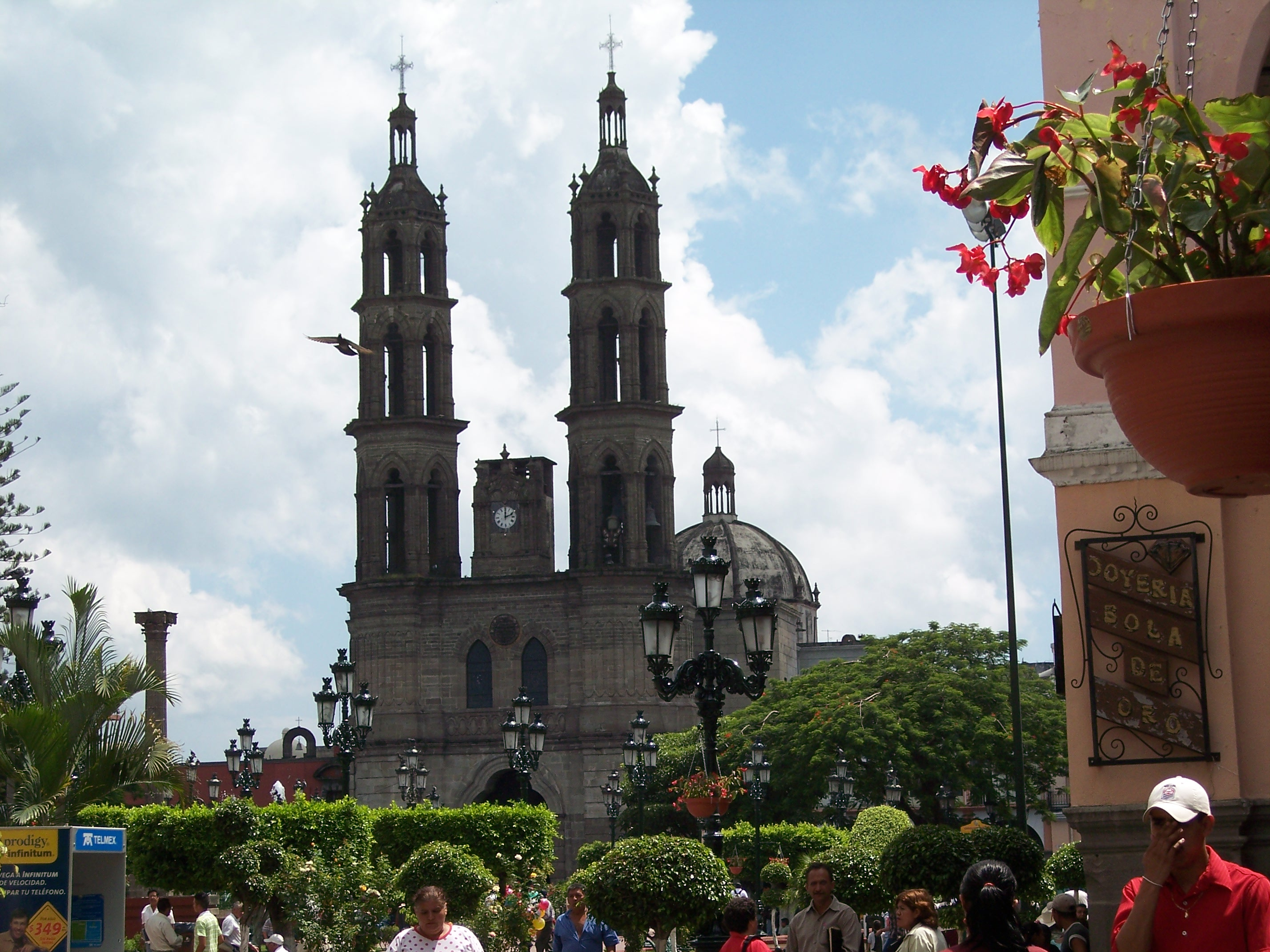
特皮克天主教堂

特皮克，墨西哥纳亚里特州中部城市，为该州首府，也是该州人口最多的城市。特皮克建立于1542年。总人口295,204（2005）。特皮克及其周边地区组成特皮克自治区。

## 著名人物
- Juan Escutia
- Alexander Forbes
- Luis E. Miramontes
- Amado Nervo

## 姐妹城市
- 悉尼，澳大利亚
- 康波斯特拉，墨西哥
- 哈瓦那旧城，古巴
- 帕拉芒特，美国加州